# Deleproctophylla gelini
Deleproctophylla gelini is een insect uit de familie van de vlinderhaften (Ascalaphidae), die tot de orde netvleugeligen (Neuroptera) behoort. 
Deleproctophylla gelini is voor het eerst wetenschappelijk beschreven door Navás in 1919.